# Vyměřený čas
Vyměřený čas (v anglickém originále In Time) je americký dystopický sci-fi akční film natočený v roce 2011 režisérem Andrewem Niccolem.

## Děj
V roce 2169 jsou lidé geneticky upraveni tak, aby měli perfektní zdraví a vzhled. Každý má na levé ruce podkožní svítící digitální hodiny. Ve 25 letech přestanou stárnout a jejich hodiny začnou odpočítávat jeden rok. Když člověku vyprší čas, zemře. Čas se stal univerzální měnou, lze s ním platit za denní výdaje a jde převádět mezi lidmi nebo časovými kapslemi (ekvivalent peněženek). Zem je rozdělena na časové zóny podle majetku lidí, kteří v ní žijí. Film se soustředí na dvě kontrastní zóny: Dayton – chudá oblast pracujících lidí, kteří mají většinou 24 hodin a méně – a New Greenwich – majetná zóna, kde lidé mají dostatek času na to, aby žili po celá staletí.
Will Salas je 28letý tovární dělník žijící v Daytonu se svojí 50 letou matkou Rachel. Jedné noci v místní baru zachrání opilého 105letého muže jménem Henry Hamilton, kterého se snažili oloupit Minutemeni (zloději času) se 75letým Fortisem v čele. Později téže noci na utajeném místě Hamilton odhalí Willovi pravdu o vlastnictví času: času je dost, aby všichni mohli žít dlouhý život. Hamilton dále vysvětluje že obyvatelé New Greenwich hromadí většinu času pro sebe, aby mohli žít déle, zatímco zvyšováním životních nákladů zabíjí chudší lidi. Ráno Hamilton převede spícímu Willovi 116 let svého času a sobě nechá jen 5 minut. Will se vzbudí a pospíchá k blízkému mostu na jehož zídce sedí Hamilton. Hamiltonovi dojde čas a spadne z mostu. Raymond Leon, vůdce strážců času (policie) vyšetřuje Hamiltonovu smrt a chybně předpokládá že v ní hraje Will roli.
Will navštíví svého nejlepšího kamaráda Borela a převede mu 10 let. Plánuje, že se se svojí matkou přestěhuje do New Greenwich. Ta ale po práci utratí až na 90 minut všechen svůj čas za 2denní půjčku, nezbude ji na cestu domů autobusem, která přes den zdražila z jedné na dvě hodiny. Její prosby o pomoc jsou ignorovány jak řidičem, tak pasažéry, a tak začne utíkat domů. Na zastávce na ní čeká Will. Když ale přijede autobus bez Rachel, začne jí utíkat naproti. Rachel dojde čas, spadne Willovi do náručí a umírá.
Následující ráno jede Will do New Greenwich a zaplatí si apartmá v hotelu. Navštíví místní kasíno, kde se setkává se 110letým podnikatelem v oboru půjčování času Philippem Weisem a jeho 27letou dcerou Sylvií. Při hraní pokeru s Weisem Willovi málem dojde čas, ale nakonec vyhraje 1100 let. Sylvie ho pozve na party ve Weisově vile. Will si koupí auto a jede na party, kde ho po chvíli přijedou zatknout strážci času.
Zamítnutím Willova tvrzení o nevinnosti mu Raymond zabaví všechen čas kromě dvou hodin. Will si vezme Sylvii jako rukojmí a jede zpět do Daytonu. Tam jsou ale přepadeni Fortisovým gangem a oběma zbude jen 30 minut. Will se snaží dostat zpět nějaký čas od Borela, ale jeho žena Greta mu sděluje, že se Borel upil k smrti se zbývajícími 9 lety. Sylvie dá svoje náušnice do zastavárny a obdrží dva dny. Will zavolá Weisovi a požaduje 1000 let výkupného. Když Weis odmítne zaplatit, rozhodne se Will propustit Sylvii. Ta poté volá svému otci z telefonní budky, přičemž si všimne Raymonda, který se chystá přepadnout Willa a omylem ho postřelí.
Will a Sylvie se rozhodnou, že se spojí a začnou přepadat Weisovy banky s časem. Přebývající časové kapsle rozdávají chudým. Poté, co je nabídnuta odměna 10 let za jejich dopadení, je vystopuje Fortisův gang do jejich hotelového apartmá. Will vyzve Fortise k časovému duelu, při kterém Fortisovi dojde čas a zbytek jeho gangu Will zastřelí. Nicméně si dvoje uvědomí, že nemůže ukrást dost času na to, aby zásadním způsobem změnili systém, protože New Greenwich jednoduše zvýší ceny, aby vykompenzovali čas, který občané mají navíc.
Páru se podaří vykrást Weisův osobní trezor a obdrží kapsli s jedním milionem let. Raymond je pronásleduje zpět do Daytonu, ale přijíždí už pozdě na to, aby jim překazil rozdělení ukradeného času chudým. Poté je znovu pronásleduje až na okraj města, kde jim odhalí, že také pochází z Daytonu. Poté si uvědomí, že si zapomněl vybrat svůj denní příděl času a umírá. Willovi a Sylvii zbývá jen něco málo přes minutu, a tak se rozeběhnou k Raymondovu hlídkovému autu. Will doběhne první, vezme si Raymondův denní příděl času a běží Sylvii naproti ve scéně připomínající smrt jeho matky. Na rozdíl od Rachel se mu ale Sylvii, které zbývá jen pár sekund, zachránit podaří.
Zprávy v televizi ukazují postupné zavírání Daytonských továren, jejichž zaměstnanci mají najednou dost času, a tak se hromadně stěhují do New Greenwich. Will a Sylvie dále vykrádají banky, čímž se snaží zhroutit systém, zatímco bohatí se snaží se vyrovnat s náhlým nárůstem obyvatel v jejich zóně.

## Obsazení
| Justin Timberlake  | Will Salas                |
| Amanda Seyfriedová | Sylvia Weis               |
| Cillian Murphy     | strážce času Raymond Leon |
| Alex Pettyfer      | Fortis                    |
| Vincent Kartheiser | Philippe Weis             |
| Olivia Wildeová    | Rachel Salas              |
| Matt Bomer         | Henry Hamilton            |
| Johnny Galecki     | Borel                     |
| Ethan Peck         | Constantin                |
| Yaya DaCosta       | Greta                     |